# Gyula Derkovits

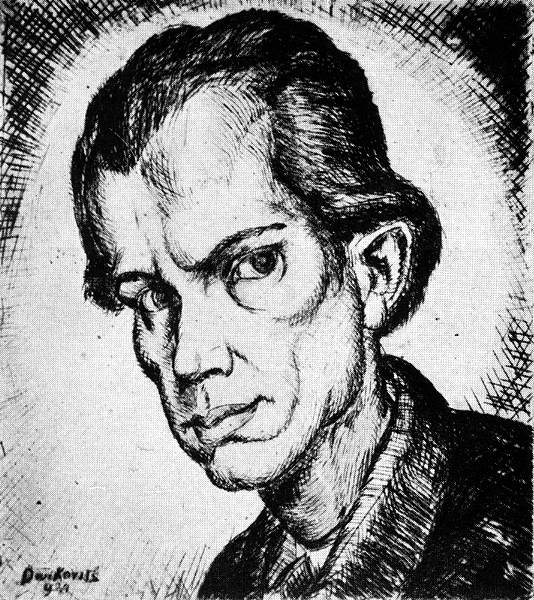
Selbstporträt, 1921

Gyula Derkovits, eigentlich Gyula József Derkovits (* 13. April 1894 in Szombathely; † 18. Juni 1934 in Budapest) war ein ungarischer Maler und Grafiker.

## Leben
Gyula Derkovits lernte zunächst das Handwerk des Schreiners in der Werkstatt seines Vaters. Ein befreundeter Schildermaler brachte ihm die Grundlagen der Zeichenkunst bei. Da der Erste Weltkrieg für ihn schon 1916 zu Ende war – ein Treffer führte zur Lähmung seines linken Armes – zog er nach Budapest und lernte dort bei Károly Kernstock das Malen und das Kupferstechen.
Nach der Niederschlagung der kommunistischen Räterepublik des Béla Kun emigrierte er nach Wien, wo er Mitglied der KPÖ wurde. Hier wurde er vom deutschen Expressionismus angeregt.
Seine bedeutendste Arbeit – laut dem Ungarischen Nationalmuseum, das mindestens 17 seiner Gemälde zeigen kann – ist die Holzschnittfolge 1514, die den Dózsa-Bauernaufstand zum Thema hat. Diese Holzschnittfolge überarbeitete er 1931 und gab sie als Kupferstiche neu heraus. Gegen Ende seines Lebens verließ er den Expressionismus und vereinte strenge Komposition mit lyrischen Farben in der Darstellung. Das Ungarische Nationalmuseum lobt seinen ausgesprochen individuellen Stil.
Gyula Derkovits wurde zeit seines Lebens von Krankheiten heimgesucht. Er starb arm und beinahe vergessen mit nur 40 Jahren in Budapest. Den Freunden skurriler erotischer Graphik ist er unter dem Namen Jules Derkovits bekannt.

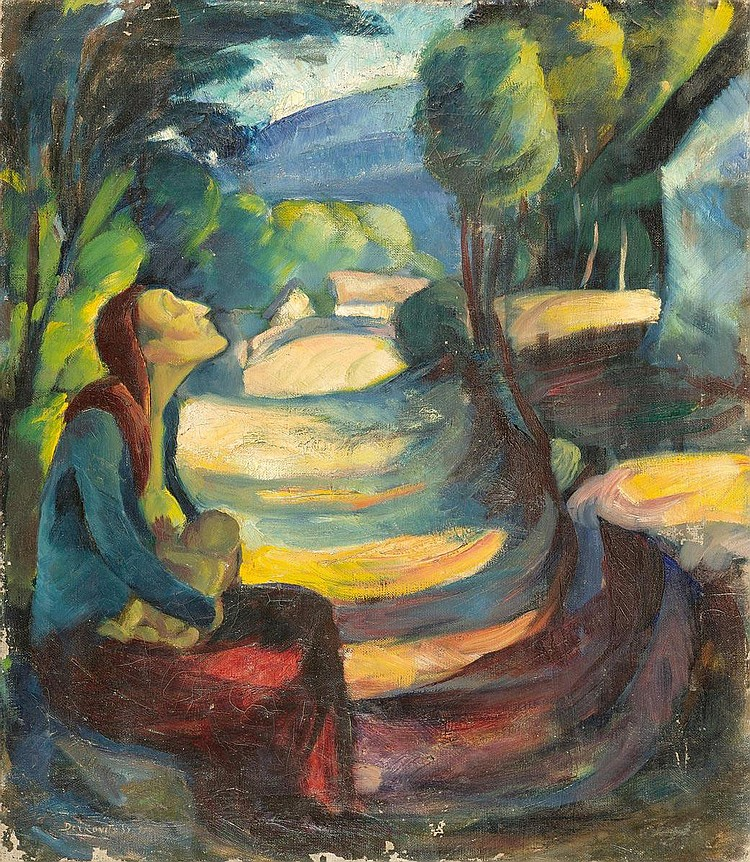
Mutter und Kind, 1917
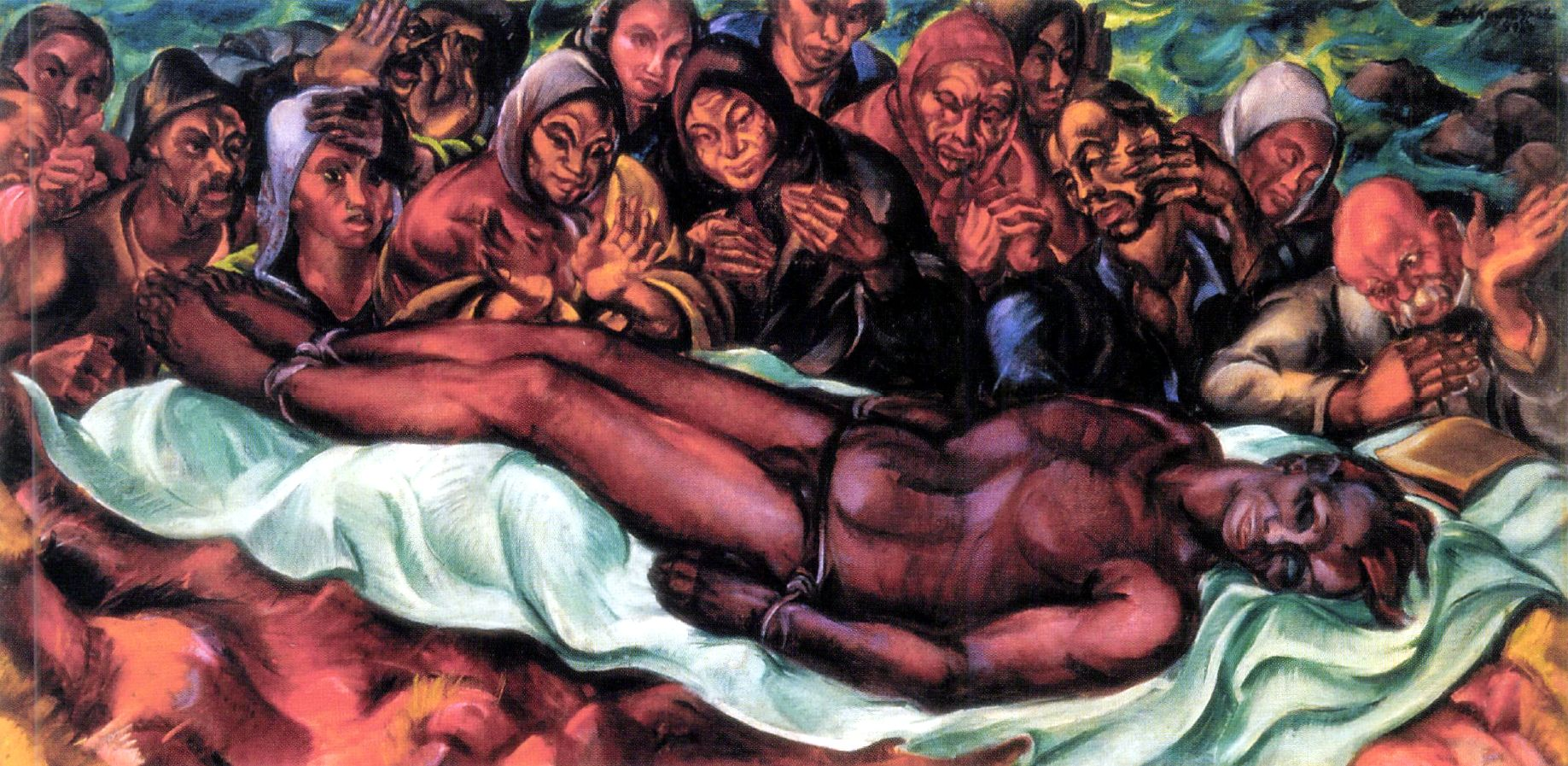
Totenklage, 1924
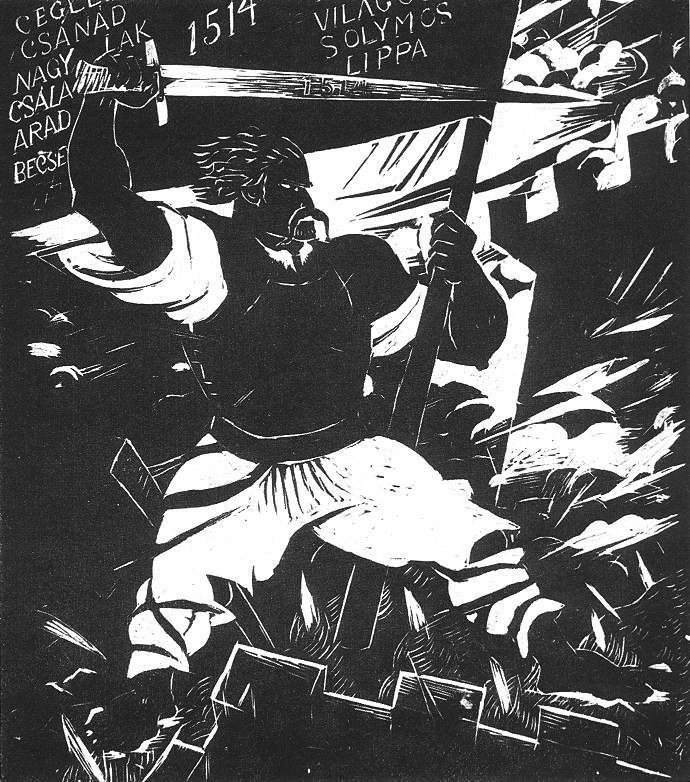
György Dózsa 1928, Dózsa-Holzschnittserie
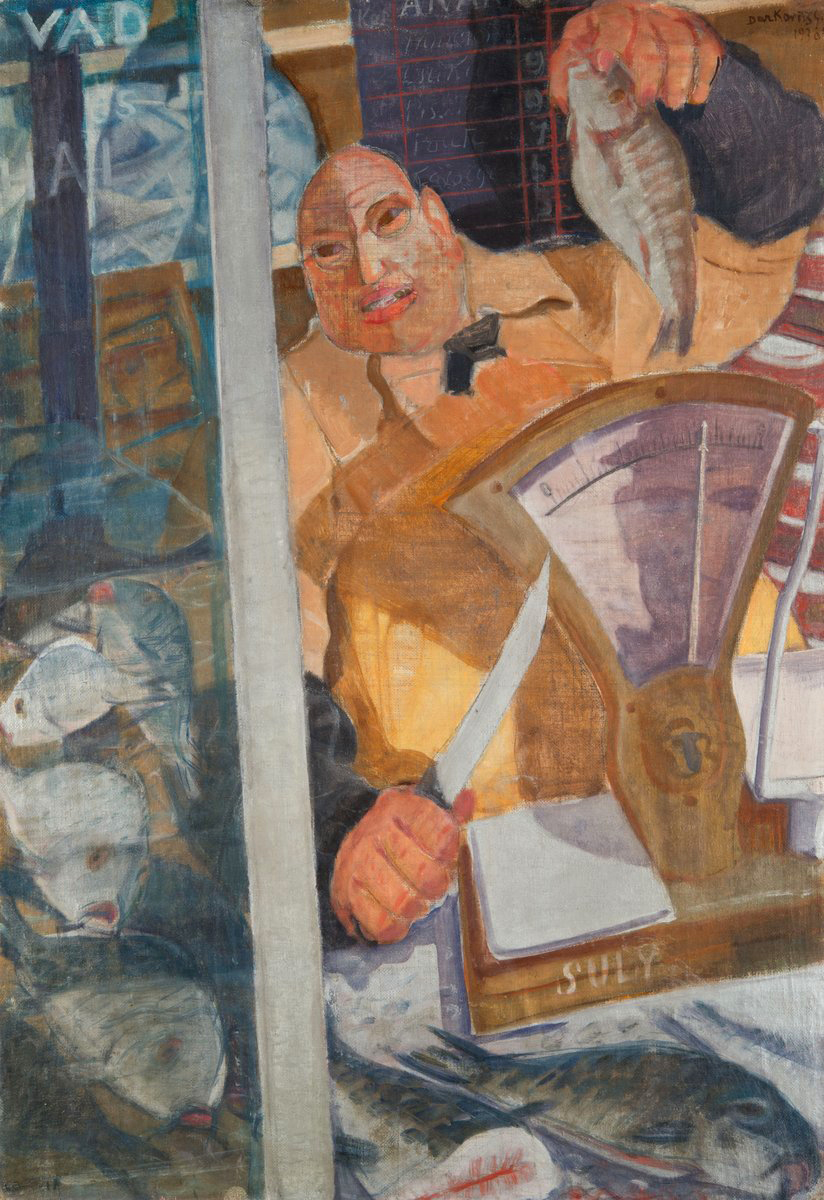
Fischhändler, 1930
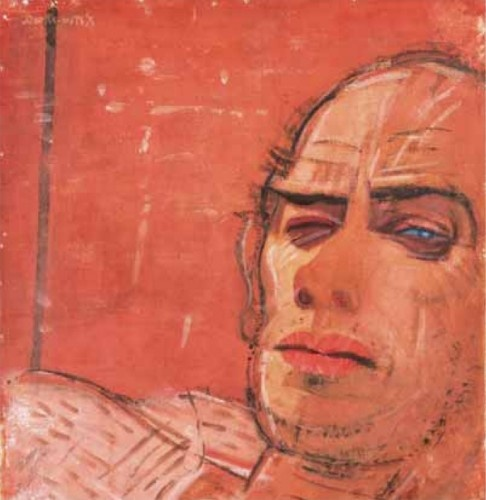
Selbstporträt, 1930